# Gran Premio Industria e Artigianato 2022
Il Gran Premio Industria e Artigianato 2022, cinquantaquattresima edizione della corsa e quarantaquattresima con questa denominazione, valevole come quindicesima prova dell'UCI ProSeries 2022 categoria 1.Pro e come quinta prova della Ciclismo Cup 2022, si è svolto il 27 marzo 2022 su un percorso di 192,2 km, con partenza e arrivo a Larciano, in Italia. La vittoria fu appannaggio dell'italiano Diego Ulissi, che completò il percorso in 4h30'34", alla media di 42,622 km/h, precedendo il connazionale Alessandro Fedeli ed il belga Xandro Meurisse.
Sul traguardo di Larciano 54 ciclisti, dei 122 partenti, portarono a termine la competizione.

## Squadre e corridori partecipanti
| N.      | Cod. | Squadra                         |
| ------- | ---- | ------------------------------- |
| 1-7     | AST  | Astana Qazaqstan Team           |
| 11-17   | BOH  | Bora-Hansgrohe                  |
| 21-27   | TFS  | Trek-Segafredo                  |
| 31-37   | UAD  | UAE Team Emirates               |
| 41-47   | AFC  | Alpecin-Fenix                   |
| 51-57   | BCF  | Bardiani-CSF-Faizanè            |
| 61-67   | BWB  | Bingoal Pauwels Sauces WB       |
| 71-77   | DRA  | Drone Hopper-Androni Giocattoli |
| 81-87   | EOK  | Eolo-Kometa Cycling Team        |
| 91-97   | EKP  | Equipo Kern Pharma              |
| 101-107 | HPM  | Human Powered Health            |

| N.      | Cod. | Squadra                            |
| ------- | ---- | ---------------------------------- |
| 111-117 | ARK  | Team Arkéa-Samsic                  |
| 121-127 | ITA  | Italia                             |
| 131-137 | BTC  | Beltrami TSA Tre Colli             |
| 141-147 | BIA  | Biesse Carrera                     |
| 151-157 | GEF  | General Store Essegibi F.lli Curia |
| 161-167 | GTS  | Giotti Victoria-Savini Due         |
| 171-177 | MGK  | MG.K Vis Colors for Peace VPM      |
| 181-187 | COR  | Team Corratec                      |
| 191-197 | T4Q  | Team Qhubeka                       |
| 201-207 | IWM  | Work Service-Vitalcare-Dynatek     |

## Ordine d'arrivo (Top 10)
| Pos. | Corridore          | Squadra | Tempo    |
| ---- | ------------------ | ------- | -------- |
| 1    | Diego Ulissi       | UAE     | 4h30'34" |
| 2    | Alessandro Fedeli  | Italia  | s.t.     |
| 3    | Xandro Meurisse    | Alpecin | s.t.     |
| 4    | Natnael Tesfatsion | Drone   | s.t.     |
| 5    | Andrea Vendrame    | Italia  | s.t.     |
| 6    | Maxime Bouet       | Arkéa   | s.t.     |
| 7    | Tony Gallopin      | Trek    | s.t.     |
| 8    | Antonio Tiberi     | Trek    | s.t.     |
| 9    | Marc Hirschi       | UAE     | s.t.     |
| 10   | Alessandro Verre   | Arkéa   | s.t.     |